# Stephen Wellman
Stephen Wellman (Zurrico, 31 agosto 1982) è un ex calciatore maltese, di ruolo difensore.